# Thanatus africanus
Thanatus africanus är en spindelart som beskrevs av Karsch 1878. Thanatus africanus ingår i släktet Thanatus och familjen snabblöparspindlar. Inga underarter finns listade i Catalogue of Life.